# 러시아 벨라루스 연맹국 창설 조약
러시아 벨라루스 연맹국 창설 조약은 1999년 12월 8일 러시아와 벨라루스의 사이에서 조인된 조약이다. 전부 19개의 기본 항목으로 된 조약으로, 장래의 양국의 정치·경제·군사 등의 각 분야에서의 단계적인 통합에 대해 규정하고 있다.

## 같이 보기
- 러시아 벨라루스 연맹국